# كيفن ريتشاردسون (لاعب كرة قاعدة)
كيفن ريتشاردسون (بالإنجليزية: Kevin Richardson)‏ هو لاعب كرة قاعدة أمريكي، ولد في 12 سبتمبر 1980 في مونت فيرنون في الولايات المتحدة.

## وصلات خارجية
- كيفن ريتشاردسون على موقع دوري كرة القاعدة الرئيسي (الإنجليزية)
- كيفن ريتشاردسون على موقعبيزبول رفرنس.كوم (الدوري الرئيسي) (الإنجليزية)
- كيفن ريتشاردسون على موقعبيزبول رفرنس.كوم (الدوري الثانوي) (الإنجليزية)
- كيفن ريتشاردسون على موقع إي إس بي إن.كوم (أم.أل.بي) (الإنجليزية)
- كيفن ريتشاردسون على موقع مشجعي الرسوم البيانية (الإنجليزية)